# زئبق في أسماك

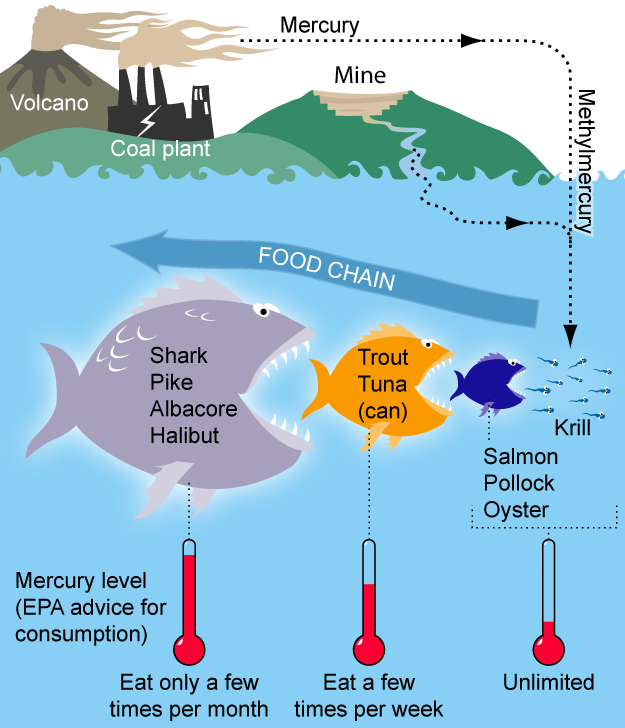

يتركز في أجسام الأسماك والمحار زئبق يكون في كثير من الأحيان في شكل ميثيل الزئبق، وهو أحد مركبات الزئبق العضوية شديدة السمية. وقد ثبت أن منتجات الأسماك تحتوي على كميات متفاوتة من المعادن الثقيلة، لا سيما الزئبق والملوثات التي تذوب بالدهن والناتجة عن تلوث المياه. وتحتوي أنواع الأسماك، التي تكون معمرة وعلى رأس السلسلة الغذائية مثل المارلن والتونا والقرش وسياف البحر والماكريل الملكي (king mackerel) وسمكة الذيل (خليج المكسيك) والبايك الشمالي (northern pike) والسلمون المرقط (lake trout)، على تركيزات زئبقية أعلى من الأنواع الأخرى. وتحتوي أسماك الذيل الموجودة وسط المحيط الأطلسي على مستويات أقل من الزئبق، وتُعتبر آمنة للأكل بشكل معتدل.
إن وجود الزئبق في الأسماك يمكن أن يسبب مشكلة صحية، لا سيما بالنسبة للنساء الحوامل أو اللاتي قد يصبحن حوامل والأمهات المرضعات والأطفال الصغار.

## التضخم الأحيائي
يُعتبر استهلاك الأسماك إلى حد بعيد أهم مصدر للتعرض للزئبق لدى البشر والحيوانات. ويوجد الزئبق وميثيل الزئبق بتركيزات صغيرة جدًا في مياه البحر. ومع ذلك يتم امتصاصه، عادة كميثيل الزئبق، بواسطة الطحالب في بداية السلسلة الغذائية. ثم تؤكل هذه الطحالب من قبل الأسماك وغيرها من الكائنات الحية الموجودة في المستويات الأعلى من السلسلة الغذائية. وتمتص الأسماك بكفاءة ميثيل الزئبق، ولكنها تفرزه ببطء شديد. يشار إلى أن ميثيل الزئبق ليس قابلاً للذوبان، وبالتالي يتعذر إفرازه. وإنما يتراكم، وبشكل أساسي في الأحشاء، على الرغم من أنه يتراكم أيضًا في الأنسجة العضلية. وهذا يؤدي إلى التراكم الأحيائي للزئبق، في أي من الأجزاء النامية في الأنسجة الدهنية ذات المستويات الغذائية المتتالية مثل: العوالق الحيوانية والسوابح الصغيرة والأسماك الأكبر حجمًا وما إلى ذلك. وكلما كانت هذه الأسماك أكبر حجمًا، زاد امتصاصها للزئبق. وأي شيء يأكل هذه الأسماك ضمن السلسلة الغذائية ان اكل التونة بشكل كبير والتي تملك 0.001 من الزئبق وهو بحد ذاته يسبب صداع وأرق و ضعف في الرؤية وفقدان الداكرة، فإنه يستهلك أيضًا المستوى الأعلى من الزئبق المتراكم فيها. وتفسر هذه العملية السبب وراء كون الأسماك المفترسة مثل سياف البحر أو القرش أو طيور مثل العقاب والنسور تتمتع بتركيزات من الزئبق في أنسجتها أعلى من نسب الزئبق التي تتعرض لها الأسماك مباشرة. ومؤخرًا، كان للتركيز العالي للزئبق في المأكولات البحرية علاقة بالوفاة الجماعية لثعالب القطب الشمالي. ويمكن للأنواع الموجودة بالسلسلة الغذائية تجميع تركيزات الزئبق إلى ما يصل إلى عشرة أضعاف مقارنة بالأنواع التي تستهلك الزئبق. وتُسمى هذه العملية التضخم الأحيائي. على سبيل المثال، تحتوي الرنجة على مستويات زئبق تبلغ حوالي 0.01 جزء من المليون، في حين يحتوي القرش على مستويات زئبق أكثر من 1 جزء من المليون.

## وصلات خارجية
- Health policy for pregnant women The NRDC created the chart below as a guideline to how much tuna can be eaten by children, pregnant women or women wanting to conceive, based on their weight.
- Recommendations for Fish Consumption in Alaska Bulletin No. 6 June 15, 2001 Mercury and National Fish Advisories Statement from Alaska Division of Public Health
- Methylmercury in Sport Fish: Information for Fish Consumers
- FDA Tests Show Mercury in White Tuna 3 Times Higher than Can Light, Says Mercury Policy Project
- FDA - Mercury Levels in Commercial Fish and Shellfish
- Federal Study Shows Mercury In Fish Widespread, Inescapable
- Healthy Sushi selector
- Find a healthy fish for consumption
- Smart and healthy choices when consuming seafood